# 하남 이성산성
하남 이성산성(河南 二聖山城)은 대한민국 경기도 하남시 춘궁동, 이성산에 있는 삼국시대의 성곽이다. 2000년 9월 16일 대한민국의 사적 제422호로 지정되었다. 성 둘레 길이는 총 1925m이며, 11차례의 발굴조사를 통해 일부 복원되었다.
한강 유역에 위치해 있어서 남한산성, 검단산성, 아차산성, 대모산성, 대모산토성, 우면산성, 옥녀봉토성, 삼성동토성 등의 성을 조망하며 방어하기에 유리하다. 축조 후 200∼300년가량 사용된 것으로 추정된다.

## 개요
이성산성은 남한산성이 있는 청량산에서 북쪽방향으로 내려오는 줄기와 만나 길게 맥을 형성하는 금암산의 줄기에 접해 있으며, 남쪽은 평야를 둘러싸고 있는 높은 산들이 있으나 북쪽은 작은 구릉만 있어 한강 주변지역을 한 눈에 조망할 수 있다. 따라서 이성산성은 배후의 평야지역을 방어하고 강북의 적으로부터 한강유역을 방어하기에 매우 유리한 입지조건을 갖춘 지점에 위치하고 있다. 총길이 1,925m인 이성산성과 성내부에 대한 본격적인 발굴조사는 한양대학교박물관의 주관으로 지난 '86년부터 '99년간 7차에 걸쳐 실시되었으며, 삼국시대 건물지(8각, 9각, 장방형 등)와 부대시설(문지, 배수구 등), 목간, 철제마 등 총 3,352점의 유물이 출토되었고, 특히 3차 발굴조사 결과 출토된 목간 전면의 명문기록「무진년정월십이일 붕남한성도사< 戊辰年正月十二日 朋南漢城道使...>」 중 "무진년"은 603년으로 추정되고 있다. 출토된 토기들은 황룡사, 안압지 출토 토기들과 유사하여 통일신라토기로 판명되며, 신라가 6세기 중엽 한강유역을 점령한 후 축조된 것으로 역사상·학술상으로 매우 귀중한 유적으로 평가된다.

## 같이 보기
- 이성산

## 참고 자료
- 하남 이성산성 - 국가유산청 국가유산포털